# Фотолиза
Фотолиза или фотодисоцијација је хемијска реакција при којој се хемијска једињења разлажу под дејством фотона електромагнетног зрачења.
За овај процес принципијелан значај има тзв. енергија активације- својство молекула који учествује у процесу, тачније да ли је је његова енергија већа или мања од енергије фотона.

## Улога у фотосинтези
Фотолиза је процес који има велики значај у фотосинтези. При фотолизи светлост коју апсорбује хлорофил се претвара у хемијску енергију која се затим користи за разлагање воде на кисеоник и водоник. Кисеоник се издваја као споредни производ, а водоник се спаја са коензимом {\displaystyle NADP} и образује {\displaystyle NADPH_{2}}.

## Фотолиза у атмосфери
Фотолиза се дешава у атмосфери као део реакције у току које се различите супстанце које загађују ваздух, као што су угљоводоници и оксиди азота узајамно делују, образујући друге супстанце које загађују ваздух. На тај начин настаје смог.

## Најважније реакције фотолизе у атмосфери
Прва:
O3 + hν → O2 + O(1D) λ < 320 nm
у току које настаје атомски кисеоник, који се затим везује за воду дајући хидроксидни радикал:
O(1D) + H2O → 2OH
Хидроксид-радикал је јако важан у хемији атмосфере, а такође се користи као средство за прање.
Друга:
NO2 + hν → NO + O
Ова реакција је значајна за образовање озона у тропосфери. 
Образовање озонског омотача је повезано управо са фотосинтезом. Озон у стратосфери Земље образује под дејством ултраљубичастог зрачења на кисеоников молекул, који садржи два атома кисеоника,{\displaystyle O_{2}}. Молекул се разлаже на два слободна атома, после чега они реагују са молекулима кисеоника који нису разложени градећи озон, {\displaystyle O_{3}}.

## Фотографија
Фотолиза халогенида сребра представља кључну реакцију у прављењу фотографије и доводи до образовања скривеног приказа у фото-материјалима.

## Астрофизика
У астрофизици се фотодисоцијација јавља једним од најважнијих процеса при разлагању и наградњи нових молекула. У међузвезданом вакууму молекули и слободни радикали могу постојати у дужем временском интервалу. Брзина фотодисоцијације је веома важна за проучавање међузвездане супстанце од којег су састављене звезде. 
Класични примери фотолизе у међузвезданом простору су:
{\displaystyle H_{2}O+h\nu \rightarrow H+OH}
{\displaystyle CH_{4}+h\nu \rightarrow CH_{3}+H}

## Фотолиза са више фотона
У поређењу са ултраљубичастим или другим фотонима високе вредности енергије, енергија појединачних фотона инфрацрвеног дела спектра обично је недовољно велика да изазове фотодисоцијацију молекула. Међутим више таквих фотона може довести до фотодисоцијације. То се постиже уз помоћ ласера високе енергије.